# Armoiries de la Bulgarie
La version actuelle des armoiries de la république de Bulgarie a été adoptée par la Constitution du 13 juillet 1991, précisée le 4 août 1997. 
Au centre du blason on peut voir, sur un fond de gueules, un lion rampant, tirant la langue et couronné d'or. Ce blason est flanqué de deux lions couronnés d'or qui le soutiennent. Ces lions reposent sur deux rameaux de chêne avec des glands qui symbolisent les trois principales parties historiques de la Bulgarie que sont La Mésie, la Thrace et la Macédoine. Dans la partie inférieure du blason on trouve une ceinture composée des couleurs du drapeau de la Bulgarie et de la devise nationale: « Съединението прави силата » (“L'union fait la force”).
Au-dessus du bouclier se trouve une grande couronne, la couronne primordiale des dirigeants bulgares du deuxième État bulgare, avec cinq croix et une croix séparée au-dessus de la couronne elle-même.

## Principauté puis royaume de Bulgarie (1879-1946)

1881-1927
1927-1946

## République populaire de Bulgarie(1946-1990)
Durant près de 45 ans, la Bulgarie fut un état communiste, appartenant au bloc de l'est. La couronne fut enlevée du fait de l'abolition effective de la monarchie. À partir de 1948, les armoiries conservent le lion rampant et les couleurs du pays mais appliquent le symbolisme communiste et l'héraldique socialiste, en représentant l'étoile rouge, le blé et la roue dentée. Il fut inscrit la date du 9 septembre 1944, le début de la république populaire. En 1971, l'année 681, soit la création de l'empire bulgare, est rajoutée ce qui est vu comme un symbole plus nationaliste que communiste.

1946 – 1948
1948
1948 – 1967
1967 – 1971
1971 – 1990